# Nadja Mitzkat
Nadja Mitzkat (* 1984) ist eine deutsche Journalistin und Dokumentarfilmerin. 

## Leben
Mitzkat studierte Politikwissenschaft, Volkswirtschaftslehre, Osteuropawissenschaften und Südosteuropawissenschaften an den Universitäten Greifswald und Leipzig. Studienbegleitend arbeitete sie für die Tageszeitung taz und das ARD-Politikmagazin Kontraste. Dem folgte ab 2018 ein Volontariat beim NDR. Anschließend arbeitete sie als freie Autorin u. a. bei Panorama 3 und NDR Info und schrieb Drehbücher zu Dokumentarfilmen.

## Auszeichnungen (Auswahl)
- 2022: Blauer Panther – TV & Streaming Award in der Kategorie Information/Journalismus für Gegen Putin: so gefährlich ist Protest in Russland[4]
- 2023: Journalistin des Jahres des Medium Magazins[5] in der Kategorie „Team“.
- 2024: Nominierung für den Stern-Preis in der Kategorie „Investigation“.[6][7]